# نيوجيرسي
نيو جيرسي أو نِيُجِرسي (بالإنجليزية: New Jersey)‏ هي ولاية في المنطقة الشمالية الشرقية وإقليم الأطلسي الأوسط من الولايات المتحدة. تحدها من الشمال والشرق ولاية نيويورك، والمحيط الأطلسي على الجنوب الشرقي والجنوب، بنسلفانيا في الغرب، وولاية ديلاوير من الجنوب الغربي. نيو جيرسي هي رابع أصغر ولاية ولكن ترتيبها الحادي عشر من حيث السكان، وهي صاحبة أعلى كثافة سكانية بين الولايات الأمريكية الخمسين. تقع نيو جيرسي بالكامل ضمن المناطق الإحصائية لمدينتي نيويورك وفيلادلفيا وهي ثاني أغنى وولاية في الولايات المتحدة من حيث الناتج القومي للفرد حتى عام 2014.
سكنت القبائل الأمريكية الأصلية منطقة نيو جيرسي لأكثر من 2,800 سنة، مع قبائل تاريخية مثل لينابي على الساحل. أسس الهولنديون والسويديون أول مستوطنات أوروبية في أوائل القرن السابع عشر. واستولى الإنجليز على المنطقة لاحقا،  سميت مقاطعة نيو جيرسي على جزيرة جيرزي أكبر جزر القنال الإنجليزي، ومنحت المستعمرة للسير جورج كارتيريت وجون بيركلي، البارون بيركلي الأول من ستراتون. كانت نيو جيرسي موقعا لعدة معارك حاسمة خلال حرب الاستقلال الأمريكية في القرن الثامن عشر.
في القرن التاسع عشر، ساعدت المصانع في مدن مثل كامدن، باترسون، نيوارك، ترينتون، وإليزابيث على دفع عجلة الثورة الصناعية. أدى الموقع الجغرافي لنيوجيرسي في وسط تجمعات المدن الكبرى مثل مدينة بوسطن ومدينة نيويورك إلى الشمال الشرقي وفيلادلفيا وبالتيمور وواشنطن العاصمة إلى الجنوب الغربي إلى زيادة نموها السريع من خلال عملية بناء الضواحي في النصف الثاني من القرن العشرين. في العقود الأولى من القرن الحادي والعشرين، بدأت هذه الضواحي في العودة إلى توطيد سكان نيو جيرسي المتنوعين ثقافيا نحو المناطق الحضرية داخل الولاية،  وتطورت محطات سكة الحديد في المدن الرئيسية لتفوق نمو الضواحي المعتمدة على السيارات منذ عام 2008.

## التاريخ
قبل نحو 180 مليون عام، خلال العصر الجوراسي، كانت نيوجرسي تقع على حدود شمال أفريقيا. مهد ضغط التصادم بين شمالي أفريقيا وأفريقيا الطريق لبروز جبال الأبالاش. قبل نحو 18 ألف عام، أفضى العصر الجليدي إلى نشوء جليد وصل إلى نيوجرسي. ترك الجليد وراءه، مع انحساره، بحيرة باسايك إلى جانب الأنهار والمروج والمستنقعات والخوانق.
منذ الألف السادس قبل الميلاد، استوطن أمريكيون أصليون في نيوجرسي، الأمر الذي بدأ مع قبيلة ليناب. وأطلقت هذه القبيلة اسم شييتشبي على الأرض التي هي اليوم نيوجرسي. كانت قبيلة ليناب جماعات عديدة مستقلة ذاتيًا مارست زراعة الذرة الشامية لتضاف إلى الصيد والجمع في الإقليم المحيط بنهر ديلاوير ونهر هدسون الأدنى وناصفة لونغ آيلاند الغربية. كانت قبيلة ليناب منقسمة إلى عشائر أمومية كانت تستند إلى سلف أنثوي مشترك. نُظمت العشائر ضمن 3 فراتريات مستقلة حددت هويتها من خلال إشارة لحيوان: سلحفاة ودجاجة رومية وذئب رمادي. واجهت هذه العشائر الهولنديين أول مرة في أوائل القرن السابع عشر، وكانت علاقتها الرئيسية بالهولنديين ولاحقًا بالمستوطنين الأوروبيين تستند إلى تجارة الفراء.

### العهد الكولونيالي
كان الهولنديون أول شعب أوروبي يطالب بأراض في نيوجرسي. وكانت مستعمرة نيونذرلاند الهولندية تتألف من أجزاء من ولايات إقليم الأطلسي الأوسط في العصر الحديث. وعلى الرغم من أن قبيلة ليناب لم تكن تعترف بالمبدأ الأوروبي بملكية الأرض، تطلبت سياسة شركة الهند الغربية الهولندية من مستعمريها شراء الأرض التي استوطنوها. وأول من فعل هذا الأمر كان ميشيل باو، الذي أسس مستوطنة أطلق عليها اسم بافونيا في عام 1630 على ضفاف نهر الشمال، والتي أصبحت في نهاية المطاف بيرغن. وأسس بيتر مينويت بشرائه بعض الأراضي الواقعة على ضفاف نهر ديلاوير مستعمرة نيو سويدين، التي دامت حتى غزوها من قبل الهولنديين في عام 1655. وبذلك أصبح الإقليم بأكمله أرضًا تابعة لإنجلترا في 24 من شهر يونيو من عام 1664، بعد أن أبحر أسطول إنجليزي تحت قيادة الكولونيل ريتشارد نيكولز إلى ما هو اليوم ميناء نيويورك وسيطر على حصن أمستردام، ليضم بذلك كامل المقاطعة.
خلال الحرب الأهلية الإنجليزية، بقيت جزيرة قناة جرسي الإنجليزية موالية للتاج البريطاني ومنحت ملاذًا آمنًا للملك. في المربع الملكي في ساينت هيلير، أعلن تشارلز الثاني ملكًا على إنجلترا في عام 1649، في أعقاب إعدام والده تشارلز الأول. قسمت أراضي أمريكا الشمالية من قبل تشارلز الثاني، الذي منح شقيقه دوك يورك (الملك جيمس الثاني لاحقًا)، الإقليم الواقع بين نيو إنجلاند وماريلاند كمستعمرة مملوكة (مقابل المستعمرة الملكية). ومن ثم منح جيمس الأرض الواقعة بين نهر هدسون ونهر ديلاوير (الأرض التي ستصبح نيوجرسي لاحقًا) لصديقين كانا قد بقيا مواليين له خلال الحرب الأهلية الإنجليزية: السير جورج كارتيريت واللورد بيركلي من ستراتون. وسميت المنطقة مقاطعة نيوجرسي.
منذ تأسيسها، اتسمت نيوجرسي بتنوع ديني وإثني. استوطن أبرشانيو نيو إنجلاند إلى جانب مهاجري المشيخية الإسكتلندية والكنيسة المصلحة الهولندية. وفي حين عاشت غالبية السكان في بلدات مع ملكيات فردية تبلغ 100 آكر (40 هكتار)، امتلكت قلة من الملاك الأثرياء ملكيات واسعة.

## أهم معالم الولاية
- ثغرة دلاوير المائية
- مزار اديسون القومي
- متحف الأحياء المائية في مدينة كامدين